# Al-Tahaddy SC Bengasi
L'Al-Tahaddy SC Bengasi és un club de futbol libi de la ciutat de Bengasi.

## Història
Va ser fundat l'any 1954. Disputà la primera divisió líbia fins a la temporada 2007/08, en què perdé la categoria.

## Palmarès
- Lliga líbia de futbol:[1]
  - 1967, 1977, 1997
- Supercopa líbia de futbol:
  - 1997